# Paul Vial
Paul Vial (邓明德; * 3. Januar 1855 in Voiron; † 7. Dezember 1917 in Tsin-chan-keou (青山口), Kreises Shilin im Yunnan) war ein französischer katholischer Missionar bei den Yi (Lolo) in China. Sein Werk über diese Ethnie behandelt in französischer Sprache Geschichte, Brauchtum, Sprache und Schrift.

## Werke
- Les Lolos: Histoire. Religion. Mœurs. Langue. Écriture. Chang-hai: Imprimerie de la Mission catholique 1898 (Études sino-orientales; fasc. A) (Online; PDF; 2,1 MB) (Buchbesprechung)